# Literarna agencija
Literarna agencija (pogosto okrajšana kot "agencija") je vrsta agencije, ki deluje v sklopu večje agencije, ki zastopa ljudi z več področij, kot so šport, literatura, glasba ter druge umetnike, ali pa je organizirana kot samosvoja dejavnost v zastopanju literatov (scenaristi, pisatelji, pesniki).
Agenta, ki predstavlja in zastopa literarne umetnike, imenujemo literarni agent. Agenta, ki se z literati oziroma svojimi klienti ukvarja na bolj osebnem nivoju imenujemo literarni menedžer.